# Trevor Jones
Trevor Jones (Kaapstad, 23 maart 1949) is een Zuid-Afrikaanse filmcomponist.
Jones studeerde aan de Universiteit van Kaapstad en de Royal Academy of Music in Londen. Hij schreef eind jaren zestig compositie en orkestratie voor de BBC radio en televisie. Hij studeerde ook in de jaren zeventig aan de Universiteit van York in Engeland. Jones begon 1979 muziek te componeren voor films en televisieseries en won twee ASCAP Awards met de films Cliffhanger in 1994 en Notting Hill in 2000.

## Filmografie
| Jaar | Titel                                 | Opmerkingen                       |
| ---- | ------------------------------------- | --------------------------------- |
| 1980 | Brothers and Sisters                  |                                   |
| 1980 | The Beneficiary                       |                                   |
| 1981 | Excalibur                             |                                   |
| 1981 | The Appointment                       |                                   |
| 1982 | The Sender                            |                                   |
| 1982 | The Dark Crystal                      |                                   |
| 1983 | Nate and Hayes                        |                                   |
| 1985 | Runaway Train                         |                                   |
| 1986 | Labyrinth                             |                                   |
| 1987 | Angel Heart                           |                                   |
| 1988 | Dominick and Eugene                   |                                   |
| 1988 | Just Ask for Diamond                  |                                   |
| 1988 | Mississippi Burning                   |                                   |
| 1988 | Sweet Lies                            |                                   |
| 1989 | Sea of Love                           |                                   |
| 1990 | Bad Influence                         |                                   |
| 1990 | Arachnophobia                         |                                   |
| 1991 | True Colors                           |                                   |
| 1991 | Chains of Gold                        |                                   |
| 1992 | Freejack                              |                                   |
| 1992 | Blame It on the Bellboy               |                                   |
| 1992 | Criss Cross                           |                                   |
| 1992 | The Last of the Mohicans              | met Randy Edelman                 |
| 1993 | Cliffhanger                           |                                   |
| 1993 | In the Name of the Father             |                                   |
| 1995 | Hideaway                              |                                   |
| 1995 | Kiss of Death                         |                                   |
| 1995 | Richard III                           |                                   |
| 1996 | Loch Ness                             |                                   |
| 1996 | Brassed Off                           |                                   |
| 1997 | For Roseanna                          | originele titel: Roseanna's Grave |
| 1996 | G.I. Jane                             |                                   |
| 1996 | Lawn Dogs                             |                                   |
| 1998 | Desperate Measures                    |                                   |
| 1998 | Dark City                             |                                   |
| 1998 | The Mighty                            |                                   |
| 1998 | Titanic Town                          |                                   |
| 1998 | Talk of Angels                        |                                   |
| 1999 | Notting Hill                          |                                   |
| 1999 | Molly                                 |                                   |
| 2000 | Thirteen Days                         |                                   |
| 2001 | The Long Run                          |                                   |
| 2001 | From Hell                             |                                   |
| 2002 | Crossroads                            |                                   |
| 2003 | I'll Be There                         |                                   |
| 2003 | The League of Extraordinary Gentlemen |                                   |
| 2004 | Around the World in 80 Days           |                                   |
| 2005 | Bôkoku no îjisu                       |                                   |
| 2005 | Chaos                                 |                                   |
| 2006 | Feilds of Freedom                     |                                   |
| 2008 | Three and Out                         |                                   |
| 2011 | How to Steal 2 Million                |                                   |
| 2018 | To Tokyo                              |                                   |

## Overige producties

### Televisiefilms
| Jaar | Titel                               | Opmerkingen |
| ---- | ----------------------------------- | ----------- |
| 1983 | Those Glory Glory Days              |             |
| 1983 | One of Ourselves                    |             |
| 1984 | Dr. Fischer of Geneva               |             |
| 1984 | This Office Life                    |             |
| 1984 | Aderyn Papur... and Pigss Might Fly |             |
| 1988 | Coppers                             |             |
| 1989 | Murder on the Moon                  |             |
| 1990 | By Dawn's Early Light               |             |
| 1993 | Death Train                         |             |
| 2010 | Blood and Oil                       |             |

### Televisieseries
| Jaar | Titel                    | Opmerkingen |
| ---- | ------------------------ | ----------- |
| 1984 | The Last Days of Pompeii | miniserie   |
| 1985 | The Last Place on Earth  |             |
| 1996 | Gulliver's Travels       | miniserie   |
| 1998 | Merlin                   | miniserie   |
| 1999 | Cleopatra                | miniserie   |
| 2002 | Dinotopia                | miniserie   |
| 2006 | Jozi-H                   |             |
| 2012 | Labyrinth                | miniserie   |
| 2017 | 'Frankie & Emma'         |             |

## Prijzen en nominaties

### BAFTA Awards
| Jaar | Titel                    | Categorie        | Uitslag     |
| ---- | ------------------------ | ---------------- | ----------- |
| 1990 | Mississippi Burning      | Beste filmmuziek | Genomineerd |
| 1993 | The Last of the Mohicans | Beste filmmuziek | Genomineerd |
| 1997 | Brassed Off              | Beste filmmuziek | Genomineerd |

### Emmy Awards
| Jaar | Titel  | Categorie                                                                                  | Uitslag     |
| ---- | ------ | ------------------------------------------------------------------------------------------ | ----------- |
| 1998 | Merlin | Beste compositie voor een miniserie of film (dramatische achtergrondmuziek), afl. "Part 1" | Genomineerd |

### Golden Globe Awards
| Jaar | Titel                    | Categorie        | Uitslag     |
| ---- | ------------------------ | ---------------- | ----------- |
| 1993 | The Last of the Mohicans | Beste filmmuziek | Genomineerd |
| 1999 | The Mighty               | Beste filmsong   | Genomineerd |